# 慕容隆
高陽康王慕容隆（4世纪—397年），字道兴，昌黎郡棘城县（今辽宁省锦州市义县西北）人，燕成武帝慕容垂之子，慕容令、惠愍帝慕容寶、慕容農、慕容麟、慕容柔、慕容朗、慕容鑒、昭文帝慕容熙之兄弟，后燕宗室、官员。

## 在前秦時期
太元八年（383年），苻堅在淝水之戰中慘敗後，慕容垂便計劃離開苻堅返回鄴城，準備復國。當時苻堅子苻丕先在鄴，慕容垂到鄴後，苻丕令他驻守於鄴西。後來苻丕命令慕容垂率兵二千討伐翟斌之叛軍，又派遣苻飛龍率領氐族騎兵一千為慕容垂副將，密戒苻飛龍提防慕容垂叛變，謀誅慕容垂。慕容垂知悉其計，騙苻飛龍夜襲叛軍，派遣慕容寶將兵居前，慕容隆勒兵跟隨慕容垂，令氐兵五人為伍；又秘密與慕容寶相約，聽聞鼓聲後，前後夾擊氐兵及苻飛龍，盡殺前秦軍，軍中有家人在西方者皆遣還，並以書遺苻堅，言所以殺苻飛龍之因由。慕容隆其後跟隨其父慕容垂東征西討，建立後燕。
太元九年（384年）四月，慕容垂出外打獵，於華林園飲宴，前秦知道後派兵偷襲，矢下如雨，慕容垂幾乎不得出，幸虧冠軍將軍慕容隆率騎兵沖擊前秦軍隊，慕容垂僅而得免。同年八月，丁零人翟真擊敗燕軍，駐於承營，與前秦公孫希、宋敞等人互相呼應。苻丕派光祚率軍數百趕赴中山（今河北定州），與翟真會合；又派陽平太守邵興率騎兵數千往冀州郡縣活動，招集舊部，準備與光祚在襄國會合。當時燕軍兵馬疲弊，前秦軍卻漸漸恢復了元氣，冀州郡縣都在觀望成敗，趙郡人趙粟等起兵回應邵興。慕容垂派慕容隆與龍驤將軍張崇率軍擊邵興，同時命令驃騎大將軍慕容農自清河出發，前來會合。慕容隆與邵興在襄國交戰，邵興大敗，被慕容農俘獲。光祚聽到邵興戰敗被俘的消息，急速撤回鄴城。不久，趙粟等起事部衆均被鎮壓下去，冀州郡、縣複入於後燕。
太元十年（385年），慕容垂派遣慕容麟、慕容隆由信都攻打勃海、清河。慕容麟擊敗及活捉勃海太守封懿，屯兵於歷口。
太元十年冬十一月，繹幕人蔡匡佔據城背叛後燕，慕容麟、慕容隆率軍一同討伐蔡匡。泰山太守任泰潛師救蔡匡，至蔡匡軍壘南面八里處，後燕軍發覺。諸將認為蔡匡未下而外敵掩至而形勢不利。慕容隆曰：「匡恃外救，故不時下。今計泰之兵不過數千人，及其未合，擊之，泰敗，匡自降矣。」于是不顾蔡匡，先攻擊任泰，大破任泰軍隊，斬千餘首級。蔡匡遂投降，与軍壘叛軍都被慕容垂所杀。其後慕容隆受封為高陽王。

## 慕容垂在位時期
太元十一年（386年）八月，慕容垂自帥范陽王慕容德等向南略地，使高陽王慕容隆向東進攻平原。十二月，慕容垂又派遣慕容德、慕容隆進攻濟北太守溫詳。溫詳派遣從弟溫攀守河南岸，子溫楷守碻磝以拒燕軍。
太元十二年（387年），慕容垂準備親自攻打溫詳。慕容隆建議：「溫詳之徒，皆白面儒生，烏合為群，徒恃長河以自固，若大軍濟河，必望旗震壞，不待戰也。」慕容垂聽從其計。其後後燕將領平幼大敗溫詳軍。
後來，安次人齊涉率八千餘人據守新柵，投降後燕。不久又反叛後燕，改投於東晉叛將張願。慕容垂準備進兵，慕容隆認為：「新柵堅固，攻之未易猝拔。若久頓兵於其城下，張願擁帥流民，西引丁零，為患方深。願眾雖多，然皆新附，未能力鬥。因其自至，宜先擊之。願父子恃其驍勇，必不肯避去，可一戰擒也。願破，則涉自不能存矣」。慕容垂亦接納。同年二月，慕容垂令慕容隆進軍張願。慕容隆於途中解鞍休息時，遭到張願突襲。慕容德未戰先退，而慕容隆卻按兵不動，反以部下王末出擊，斬殺張願之子張龜。慕容德返回與慕容隆會合，對慕容隆說：「賊氣方銳，宜且緩之。」慕容隆說：「願乘人不備，宜得大捷；而吾士卒皆以懸隔河津，勢迫之故，人思自戰，故能卻之。今賊不得利，氣竭勢衰，皆有進退之志，不能齊奮，宜亟待擊之。」慕容德說：「吾唯卿所為耳」。二人乘勝追擊，大破張願部於甕口，斬七千八百餘人。不久齊涉遭到新柵人冬鸞所擒，獻給後燕，齊涉父子伏誅。
太元十三年（388年）九月，慕容隆率軍討伐張申、王祖。十二月，慕容楷、慕容麟在合口會慕容隆，以擊張申；王祖統率諸壘一同共救張申，夜襲燕軍，燕人反擊退走王祖軍。慕容隆欲追敗軍，慕容楷及慕容麟恐怕王祖軍詐敗，慕容隆曰：「此白地群盜，烏合而來，徼幸一決，非素有約束，能壹其進退也。今失利而去，眾莫為用；乘勢追之，不過數里，可盡禽也。申之所恃，惟在於祖，祖破，則申降矣。」乃留慕容楷、慕容麟守備張申，慕容隆與平幼分道攻擊，至天明大獲全勝，懸吊所獲的首級以警示張申。張申其後出降，王祖亦歸罪。
太元二十年（395年）慕容垂在後燕軍在參合坡大敗後，欲回擊北魏，乃以清河公慕容會錄留台事，領幽州刺史，代高陽王慕容隆鎮龍城；以陽城王蘭汗為北中郎將，取代長樂公慕容盛鎮守薊城；命令慕容隆、慕容盛悉數引其精兵返回中山，期望明年大舉攻擊北魏。
太元二十一年（396年）正月，慕容隆引龍城之將士入中山，軍容精整，令後燕士氣稍振。三月，慕容垂留范陽王慕容德守中山，引兵秘密出發，逾過青嶺，經過天門，鑿山開道，出其不意地攻打北魏，直指雲中。北魏陳留公拓跋虔統帥部落三萬餘家鎮守平城；慕容垂至獵嶺後，以慕容農、慕容隆為前鋒襲擊平城。當時，燕兵新敗，皆畏魏軍，惟有慕容隆的龍城兵勇銳爭先。拓跋虔素不設備，當燕軍至平城，拓跋虔才發覺，統率麾下將士出戰，戰敗而死，燕軍盡收其部落。但是其後慕容垂突然病發，在平城共十日後，病情轉為嚴重，乃傷築燕昌城而退軍。慕容垂終卒於上谷的沮陽，燕軍秘密不發死訊，大軍直撲回中山才發喪，謚慕容垂為成武皇帝，廟號世祖。太子慕容寶即位後大赦，改元永康，任命慕容隆為右僕射。
當初，燕主慕容垂先段生子慕容令、慕容寶，後段生子慕容朗、慕容鑒，愛諸姬子慕容麟、慕容農、慕容隆、慕容柔、慕容熙。慕容寶初為太子有美譽，但後來荒怠，令眾人失望。後段后嘗建議慕容垂宜擇遼西王慕容農或高陽王慕容隆其中一人付以大業，卻被慕容垂拒絕及責備。

## 慕容寶在位時期
平規收合餘黨佔據高唐，慕容寶遣高陽王隆率兵討伐。東土之民素懷慕容隆恩惠，迎候者眾。七月，慕容隆進軍臨河，平規棄高唐而出走。慕容隆遣建威將軍慕容進等追至濟河，斬平規於濟北而平喜投奔彭城。
同年九月，章武王慕容宙奉燕方慕容垂及成哀段后之喪葬於龍城宣平陵。慕容寶下詔慕容宙通知慕容隆，參佐、部曲、家屬皆還中山，但是慕容寶之子清河王慕容會違詔，多留部曲而不遣散。慕容宙年長為尊長，但慕容會每次見面都欺侮他，見者皆知慕容會有異志。
同年十一月，拓跋珪命東平公拓跋儀率領五萬騎兵攻鄴，冠軍將軍王建、左將軍李栗攻信都。拓跋珪親自進軍中山。慕容隆守南郭，統率眾軍力戰，自晨早至黃昏，殺傷數千人，北魏兵乃退。拓跋珪決定先取鄴、信都，然後才圖中山。
隆安元年（397年）三月，慕容寶使人請於魏王拓跋珪，意欲送還其弟拓跋觚，割讓常山以西地方與北魏求和。拓跋珪准許此和議，但是慕容寶卻後悔。拓跋珪再圍攻中山。後燕將士數千人俱親自懇請於慕容寶不要坐守窮城，應出城與北魏決一死戰。慕容寶准許。慕容隆退朝後勒兵，召諸參佐謂之曰：「皇威不振，寇賊內侮，臣子同恥，義不顧生。今幸而破賊，吉還固善；若其不幸，亦使吾志節獲展。卿等有北見吾母者，為吾道此情也！」乃被甲上馬，詣門俟命。慕容麟再次固請阻止慕容寶下令，眾人皆忿恨，慕容隆涕泣而還。
是夜，慕容麟叛變不成，殺左衛將軍北地王慕容精後出走。慕容寶不知慕容麟的意圖，認為清河王慕容會軍在附近，恐慕容麟奪慕容會之軍隊，進而先據龍城，乃召慕容隆及驃騎大將軍慕容農，謀棄中山，出走力保龍城。慕容隆說：「先帝櫛風沐雨以成中興之業，崩未期年而天下大壞，豈得不謂之孤負邪！今外寇方盛而內難復起，骨肉乘離，百姓疑懼，誠不可以拒敵；北遷舊都，亦事之宜。然龍川地狹民貧，若以中國之意取足其中，復朝夕望有大功，此必不可。若節用愛民，務農訓兵，數年之中，公私充實，而趙、魏之間，厭苦寇暴，民思燕德，庶幾返旆，克復故業。如其未能，則憑險自固，猶足以優遊養銳耳。」慕容寶曰：「卿言盡理，騰一從卿意耳。」
遼東高撫善於卜筮，素為慕容隆所信厚，私自向慕容隆建議他潛留在中山，不要跟隨慕容寶回龍城。慕容隆卻以國有大難而主上蒙塵，兼且母親在北方為由，寧願在北方戰死才能無悔無恨。乃遍召軍中的僚佐，問他們的去留，唯有司馬魯恭、參軍成岌願意跟從，餘者皆欲留守中山，慕容隆准許。
慕容寶等萬餘騎出中山會合慕容會軍，河間王慕容熙、勃海王慕容朗、博陵王慕容鑒皆幼因而不能出城，慕容隆回城迎接他們，自為鞁乘，俱得免於難。
慕容寶至薊，殿中親近的兵馬散亡略盡，惟有慕容隆所領數百騎兵為宿衛。慕容會率領騎兵二萬迎於薊南，慕容寶怪責慕容會容止怏怏有恨色，密告慕容隆及慕容農。慕容農及慕容隆同曰：「會年少，專任方面，習驕所致，豈有它也！臣等當以禮責之。」慕容寶雖遵從，然猶下詔解慕容會兵權以歸慕容隆，慕容隆固辭；乃減慕容會之兵，分給慕容農、慕容隆。
慕容寶盡遷徙薊中府庫北走龍城。北魏石河頭引兵追截慕容寶於夏謙澤。慕容寶本來不欲戰鬥，但是慕容會請戰，慕容寶乃遵從他的請求。慕容會整軍後與魏兵戰，慕容農、慕容隆等將南來騎沖擊，北魏兵大敗，追奔百餘里，斬首級數千。慕容隆又獨追數十里而還，謂故吏留台治書陽璆曰：「中山城中積兵數萬，不得展吾意，今日之捷，令人遺恨。」因而慷慨流涕。
慕容會擊敗魏兵之後，變成非常自大；慕容隆屢次訓責他，慕容會更加忿恚。慕容會以慕容農、慕容隆皆曾鎮守龍城，屬尊位重，名望在他之上，惟恐大軍至龍城後，自己不能掌握權政，已知自己最終無嗣位之希望，乃謀反作亂。
幽、平之兵皆心懷慕容會之恩，不樂為二王屬下，請求慕容寶讓慕容會帶領他們南下解京師之圍。慕容寶乃不准，眾人不悅而退。左右勸戒慕容寶殺慕容會，侍御史仇尼歸聽聞後，勸慕容會誅慕容農、慕容隆二王，廢太子慕容策，自立為東宮，身兼將相之任。慕容會猶豫下未許。
慕容寶認為慕容會必反，與慕容農、慕容隆定計殺慕容會，但二人勸阻慕容寶，希望父子二人能和解。慕容會聽聞後益發恐懼。
四月，慕容會叛變，派仇尼歸、吳提染乾等二十餘人分道襲擊慕容農、慕容隆。慕容隆被殺，慕容農亦受到重傷，但是他擒下仇尼歸而逃入山中。叛變平定後贈慕容隆為司徒，謚「康」。

## 家庭

### 妻妾
- 妻：王妃张氏，407年被慕容熙赐死为苻训英殉葬
- 妾：夫人某氏，390年卒

### 儿子
- 慕容崇，嗣高阳王，一度被段速骨叛军拥立，后为骠骑将军、高阳公，398年因卷入步兵校尉马勤等谋叛一事被慕容盛赐死。
- 慕容澄，东平公，均于398年因卷入步兵校尉马勤等谋叛一事被慕容盛赐死。

### 女儿
3人